# Fuenterrebollo
Fuenterrebollo è un comune spagnolo di 412 abitanti situato nella comunità autonoma di Castiglia e León.